# Johann II. (Habsburg-Laufenburg)
Johann II. (Habsburg-Laufenburg), auch Hans II. († 17. Dezember 1380) war ein Graf von Habsburg-Laufenburg und Neu-Rapperswil.

## Leben
Johann (Hans) II. war ein Sohn von Johann I. und dessen Gemahlin Agnes von Werd. Er war verheiratet mit Verena (Varenne) von Neufchatel-Blamont.
Den Tod seines Vaters konnte er nicht verschmerzen, so versuchte er den Bürgermeister Rudolf Brun und seine Anhänger zu vernichten (Mordnacht von Zürich). Doch es misslang gründlich, vermutlich aufgrund Ausspähung, und er wurde gefangen genommen. Zwei Jahre lang wurde er in Wellenbergturm bei Zürich gefangengehalten, seine Brüder Rudolf IV. und Gottfried II. konnten ihm nicht helfen, ihnen fehlten alle Mittel. Die Zürcher zerstörten ihm die Burgen Alt-Rapperswil und Neu-Rapperswil und verheerten die March. Da Rapperswil österreichisches Lehen war, kam es zwischen  Zürich und König Albrecht zum Krieg. Zürich, das dem Bund der Eidgenossen beigetreten war, wurde belagert, doch 1352 schloss man ein Friedensabkommen, bei dem Graf Hans II. freikam. Während seiner Gefangenschaft soll er der (erstmals bei Etterlin bezeugten) Überlieferung nach das Lied vom Blauen Blümelein ersonnen haben, er gilt daher auch als Minnesänger.
Ich weiß mir ein Blümli blawe

von himmelklarem Schin;

Es stat in grüner Awe,

Es heißt: Vergiß nit min.

Ich konnt es nirgend finden,

War mir verschwunden gar,

Vor Rifen und kalten Winden

Ist es nimmer da.
Aegidius Tschudis Erzählung über den Grafen und dessen Lied hat den jungen Goethe zu seinem Lied des gefangenen Grafen inspiriert.

## Erbteilung
Nach allen diesen Fehden waren die drei Brüder finanziell am Ende, so dass sie am 31. Dezember 1353 eine Erbteilung beschlossen, Rudolf IV. erhielt Stadt und Feste Laufenburg, die Burg zu Herznach und Anteil an der Grafschaft Sisgau. Gottfried II. wurde Herr zu Alt-Rapperswil in der March und im Wägital und behielt die Vogtei über das Kloster Rheinau. Die Grafschaft im Klettgau teilte er sich mit Rudolf IV. Hans II. behielt das Schloss Rapperswil. Da er jedoch keine Mittel hatte das zerstörte Eigentum wiederherzustellen verkaufte er es 1354 an Österreich. Vergeblich war sein Versuch das einträgliche Großmeieramt über das Damenstift Säckingen zu erlangen, die Familie von Schönau gab ihre Ansprüche nicht auf. Auch Rudolf IV. suchte sich an das Stammhaus Österreich anzubinden, er begab sich mit Stadt Laufenburg 1356 in dessen Schutz.

## Als Condottiere in Fremden Diensten
Mit seinem Bruder Rudolf IV. wird er um 1353/54 und danach nochmals ab 1364 in Italien als Condottiere erwähnt, er wurde dort Il Conte Menno (Graf ohne Bart) genannt, seine Rückkehr in die Heimat wird im April 1372 vermeldet. Er war zwar in gutem Sold der Stadt Florenz und als Söldnerführer im Kampf der Florentiner gegen Pisa gewesen und hatte diesen zum Sieg verholfen, doch um nichts reicher geworden kehrte er nach Laufenburg zurück. 1375 zog der Ruhelose nochmals für zwei Jahre mit einem Trupp Reisiger nach Italien. Er starb 1380.

## Familie
Johann II. heiratete 1352 Verena (Varenne) von Neuenburg (Neufchâtel-Blamont) († 1372), Tochter des Thiébaud IV., Seigneur de Neuchâtel-Urtière und Blamont, Vicomte de Baume-les-Dames, Witwe des Rudolph III. von Neuchâtel-Nidau. Sie hatten folgende Kinder:
- Johann (Jean) III. Herr zu Rotenberg († 11. Januar 1392)
- Verena

⚭(I.) 9. Februar 1354 Filippo (Phillip) Gonzaga († 5. April 1356), Sohn von Luigi I., Stadtherr zu Mantua
⚭(II.)  Burchard XI. von Hohenberg (Linie Nagold), Sohn des Otto II. Graf zu Nagold